# Marcello Costamezzana
Marcello Costamezzana (Parma, 16 ottobre 1812 – Parma, 17 ottobre 1874) è stato un politico italiano.